# Silberazid
Silberazid ist das Silbersalz der Stickstoffwasserstoffsäure. Es ist ein hochexplosiver Stoff, der als Initialsprengstoff zur Zündung von Sprengstoffladungen verwendet wird. Es wird auch als Knallsilber bezeichnet, dieser Trivialname ist jedoch mehrdeutig.

## Geschichte
Die Verbindung wurde erstmals in den Jahren 1890/1891 vom deutschen Chemiker Theodor Curtius durch Umsetzung von Stickstoffwasserstoffsäure mit Silbernitrat hergestellt. Die Eignung als Initialzünder wurde 1911 von Lothar Wöhler untersucht.

## Darstellung
Silberazid lässt sich durch die Reaktion von Natriumazid mit Silbernitrat herstellen:
{\displaystyle {\ce {NaN3 + AgNO3 -> AgN3 + NaNO3}}}

## Eigenschaften
Silberazid liegt in Form von farblosen Kristallnadeln vor. Es ist äußerst explosiv, empfindlich gegen Schlag und Erhitzen. Bei
Lichteinwirkung erfolgt allmähliche Dunkelfärbung. Die Erweichungstemperatur liegt bei 250 °C, ein vollständiges Schmelzen erfolgt erst bei 300 °C zu einer silbrig erscheinenden Flüssigkeit (unter Zersetzung). Ein rasches Erhitzen auf 300 °C bewirkt Explosion. Seine Kristallstruktur ist rhombisch-pseudotetragonal mit der Raumgruppe Ibam (Nr. 72) (a = 5,6, b = 5,9, c = 6,0 A). Die Bildungsenthalpie beträgt +279,5 kJ/mol.
Silberazid gehört mit zu den wirksamsten Initialsprengstoffen; so reicht schon eine Ladung von 5 mg lose aufgeschichtetem Silberazid aus, um lose in eine Sprengkapsel eingefülltes Nitropenta bei Anzündung zur Detonation zu bringen (vergleichbar wirksame Ladungen betragen bei gleicher Versuchsführung bei Bleiazid 15 mg, bei Knallquecksilber 300 mg, und bei Bleitrinitroresorcinat 550 mg). Silberazid zeichnet sich dadurch aus, dass es nach Anzündung unmittelbar (d. h. ohne vorhergehende Deflagration) detoniert; es wird deshalb in der russischen und tschechischen Fachliteratur der sog. Bleiazidgruppe der Initialsprengstoffen zugeordnet (zusammen mit Bleiazid und Silberfulminat; die Initialsprengstoffe, welche nach Anzündung von Deflagration zu Detonation übergehen, wie Knallquecksilber, Bleistyphnat oder manche organische Peroxide werden der sog. Knallquecksilbergruppe zugeordnet).  Silberazid zeichnet sich durch einen sehr geringen kritischen Diameter der Ladung, welche noch eine stabile Detonation tragen kann, sowie durch eine im Vergleich zu Bleiazid höheren Beständigkeit gegenüber Kohlenstoffdioxid in feuchtem Milieu; es ist allerdings, wie alle Silbersalze, lichtempfindlich. Die Detonationsgeschwindigkeit von Silberazidladungen beträgt in Abhängigkeit von der Dichte und Ladungsgeometrie 1000–5000 m/s. Silberazid, wie auch die anderen Initialsprengstoffe der Bleiazidgruppe, lässt sich nicht „Totpressen“ (d. h. durch Druck so verdichten, dass keine Detonation nach der Anzündung mehr stattfindet).  Die Schlagempfindlichkeit des Silberazids ist geringer als die des Knallquecksilbers und etwa vergleichbar mit der des Bleiazids; die Reibempfindlichkeit hängt von der Herstellungsmethode bzw. Kristallgröße des Produktes und ist in etwa vergleichbar mit der des Bleiazids; die Empfindlichkeit gegenüber elektrostatischer Entladung ist höher als die des Bleiazids; genauso ist die Empfindlichkeit gegenüber der Flamme bzw. die „Anzündwilligkeit“ des Silberazids höher als die des Bleiazids, in etwa vergleichbar mit der des Knallquecksilbers.

## Verwendung
Einer breiten Verwendung als Initialsprengstoff steht bei Silberazid vor allem der hohe Preis entgegen. Seine Verwendung in kleinen, kräftigen Sprengzündern wurde berichtet.  Ferner wurde früher eine Mischung aus 97 % Knallquecksilber und 3 % Silberazid als Initialknallsatz, welcher die Vorzüge beider Initialsprengstoffe (geringerer Preis des Knallquecksilbers und dessen Verträglichkeit mit Kupferblechhülsen, sowie stärkere Initialwirkung und Möglichkeit, hohe Ladungsdichten einzupressen ohne Verlust an Detonationsfähigkeit, bedingt durch den Silberazidzusatz) vereinte, unter dem Handelsnamen „Astryl“ gehandelt.  Diese Anwendung ist allerdings mit dem generellen Verzicht auf Quecksilberverbindungen in der Sprengtechnik nur historisch interessant.

## Sicherheitshinweise
Silberazid ist ein Stoff, der explosionsartig zerfällt und durch Schlag und Hitze detoniert.